# William Jessop
William Jessop (23. ledna 1745 – 18. listopadu 1814) byl britský stavitel plavebních kanálů a prvních železnic. Byl žákem významného stavitele Johna Smeatona. Byl dlouhá léta jeho asistentem a poté pracoval na dalších rozsáhlých projektech (především vodních staveb) sám. V roce 1799 navrhl první železniční trať Wandsworth - Croydon.